# Geta Caragiu

„Balade și legende”, sculptură în piatră de Geta Caragiu

„Două fete” sculptură în piatră

Geta Caragiu (căsătorită Gheorghiță), (n. 6 august 1929, Argos Orestiko, în greacă: Άργος Ορεστικό sau Hrupisti - d. 11 martie 2018, București) a fost o sculptoriță română de expresie postcubistă.

## Familia
S-a născut într-o familie de aromâni (Nico Caragiu și Atena Papastere Caragiu) originară din satul grecesc Aetomilitsa, provincia Konitsa, prefectura Ioannina, regiunea Epir. Familia Caragiu s-a stabilit la Ploiești, pe str. Rudului 144.
Geta a avut un frate, actorul Toma Caragiu, și o soră, Matilda Caragiu (căsătorită Marioțeanu), (n.1927 - d.2009), care a ajuns o respectată lingvistă, membră a Academiei Române.
Geta Caragiu are doi fii, Dragoș și Ștefan și patru nepoți Sofia Caragiu , Antonia Caragiu , Tudor Caragiu si Alexandra Caragiu, menționată în biografia actorului, „Ipostaze”, scrisă de sora sa Matilda.

## Activitatea didactică
A fost profesoară la Institutul de Arte Plastice „Nicolae Grigorescu” din București, secția sculptură, unde i-a avut printre elevi pe Aurel Vlad, Ioniță Adrian, Ion Mândrescu, Gheorghe Zărnescu, Liviu Brezeanu, Gabriel Tăicuțu ș.a.

## Lucrări de for public
- „Două fete” - sculptură în piatră expusă în Parcul Floreasca din București
- „Balade și legende” - sculptură în piatră expusă în Parcul Tei, constă din patru blocuri de piatră suprapuse ce redau în mod alegoric multitudinea de valențe tradiționale ale spațiului românesc.[12]
- În parcul expozițional - muzeul în aer liber - al Muzeului de Artă Contemporană "George Apostu" din Bacău se găsesc lucrările:[13]
  - „Altar I", lemn patinat - 1993
  - „Altar II", lemn patinat - 1993
- Statuia ecvestră a lui Mihai Viteazu din Oradea amplasată în 1994 în Piața Unirii din Oradea. A fost realizată de sculptorii Georgeta Caragiu și Alexandru Gheorghiță (soțul ei) și turnată din 8,5 tone de bronz.
- Bustul lui Grigore Antipa, inaugurat la 21 iulie 1995 în Municipiul Tulcea, pe „Aleea Personalităților tulcene, ale culturii și civilizației românești”.[14]
- Statuia istoricului Vasile Pârvan realizată de sculptorii Geta Caragiu și Alexandru Gheorghiță, amplasată în fața Muzeului Județean de Istorie din Bacău.
- Bustul din bronz al lui Toma Caragiu, dezvelit la Ploiești pe 15 noiembrie 2000, când marele actor ar fi împlinit 75 de ani.[15]

### Monument funerar
- Monumentul funerar al lui Toma Caragiu, Cimitirul Bellu, București.

## Expoziții
- Expoziția „Poduri Europene 2012” (8 iunie-1 iulie 2012) - lucrări de pictură și sculptură realizate în tabăra internațională de creație organizată la Eforie Sud și găzduită de Muzeul de Artă din Constanța (coexpozant).[16]
- Expoziția personală de sculptură „Clovnul și ai săi”, în memoria fratelui său, Toma Caragiu (noiembrie 2011 - ianuarie 2012 în foaierul teatrului din Ploiești), cu 10 lucrări, toate dedicate familiei.[17]
- Expoziția „Vârsta de bronz”, bienala națională de plastică mică, ediția a III-a., 12 noiembrie – 8 decembrie 2013, Muzeul de Artă Cluj-Napoca (coexpozantă, între 60 de participanți).[18]

## Premii
- Premiul de excelență pentru lucrarea „Chivot” la Salonul Internațional de Sculptură Mică „Constantin Brâncuși” desfășurat la la Muzeul de Artă din Târgu Jiu în februarie 2008.[19]

## Publicații
- Elena Dumitrescu, Geta Caragiu - Sculptura, 168 p., album cu 75 de imagini ale sculpturilor, 2018, ISBN 978-973-577-712-873[20]